# Stegonotus borneensis
Stegonotus borneensis là một loài rắn trong họ Rắn nước. Loài này được Inger mô tả khoa học đầu tiên năm 1967.